# Heteropterys oblongifolia
Heteropterys oblongifolia là một loài thực vật có hoa trong họ Malpighiaceae. Loài này được Gleason mô tả khoa học đầu tiên năm 1931.